# Análogos de nucleótidos

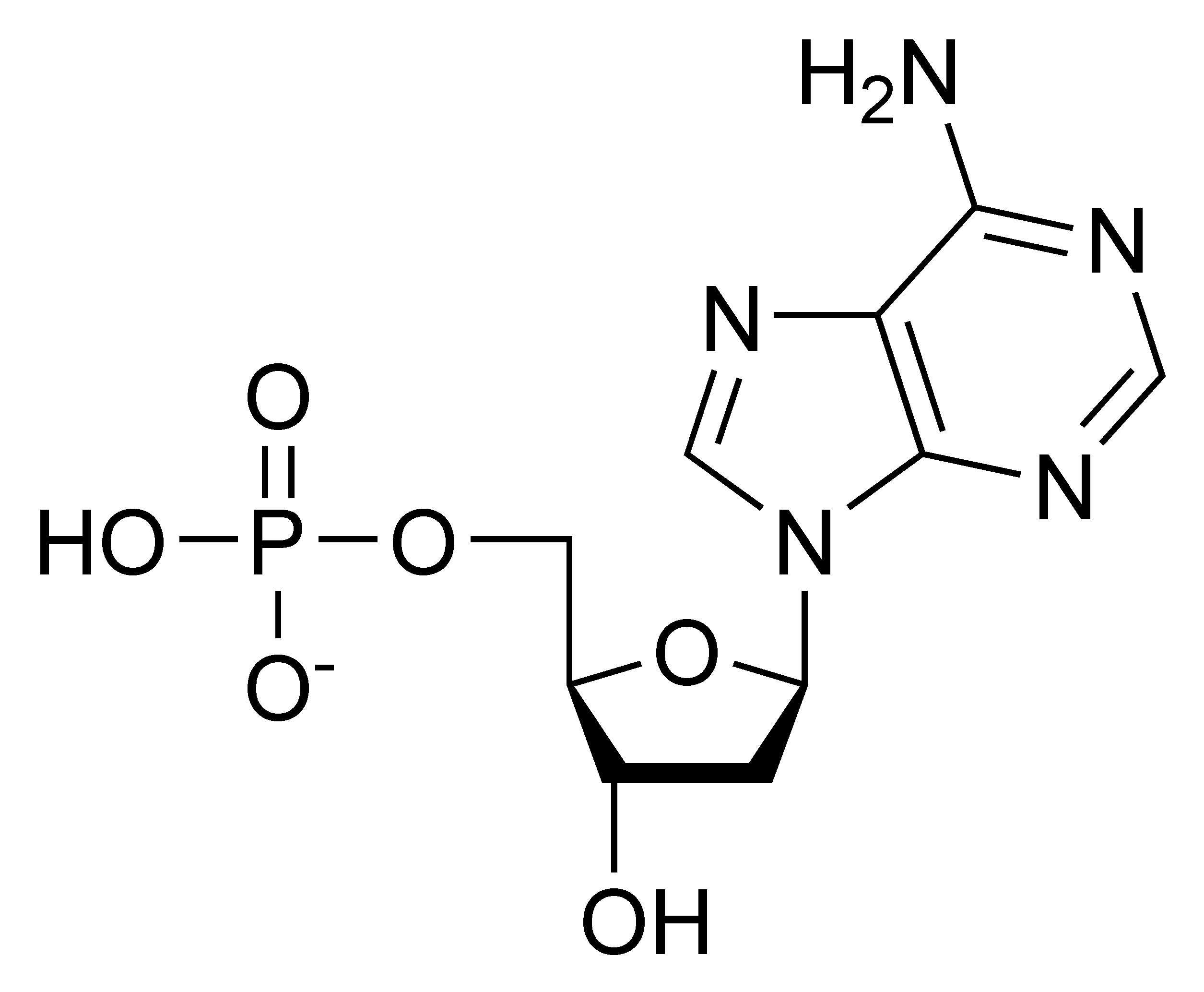
Ejemplo de nucleótido con desoxirribosa.

Los análogos de nucleótidos son un grupo de fármacos anticancerígenos y antivirales, y proporcionan una excelente herramienta para estudiar los mecanismos de las polimerasas de ADN y ARN.
Bioquímicamente, los análogos de nucleótidos juegan dos papeles importantes: en primer lugar, las polimerasas de ADN y ARN representan una de las clases más importantes de enzimas que son el blanco principal de agentes quimioterapéuticos tanto anticancerígenos como antivirales. Más de una docena de análogos de nucleótidos clínicamente útiles se dirigen a las polimerasas del ARN y ADN virales, y al menos 8 agentes anticancerígenos clínicamente útiles ejercen sus efectos antiproliferativos a través de sus interacciones con las polimerasas de ADN. celulares.
Casi todos los análogos de nucleótidos consisten en una base normal o ligeramente modificada conjugada con un azúcar modificado. En segundo lugar, los análogos de nucleótidos han proporcionado un medio para obtener información sobre el funcionamiento de las polimerasas de ADN y ARN.

Tenofovir

Dentro de los fármacos análogos de nucleótidos se encuentra el adefovir dipivoxil, que es el profármaco del adefovir, un análogo acíclico del desoxiadenosina-5-monofosfato (dAMP). Este nucleótido tiene una potente actividad antiviral frente al virus de la hepatitis B y una buena biodisponibilidad por vía oral. El tenofovir disoproxil fumarato fue el primer inhibidor de la transcriptasa inversa análogo de los nucleótidos comercializado para el tratamiento de la infección por el VIH.